# Gauliga Niedersachsen 1936/37
Die Gauliga Niedersachsen 1936/37 war die vierte Spielzeit der Gauliga Niedersachsen des Deutschen Fußball-Bundes. Die Gauliga Niedersachsen wurde in dieser Saison in einer Gruppe mit zehn Mannschaften ausgespielt. Die Gaumeisterschaft sicherte sich zum dritten Mal der SV Werder Bremen und qualifizierte sich dadurch für die deutsche Fußballmeisterschaft 1936/37, bei der die Bremer in einer Gruppe mit Schalke 04, Hertha BSC und Viktoria Stolp den zweiten Platz erreichten, welcher jedoch nicht zum Weiterkommen genügte.  Im Rahmen des Groß-Hamburg-Gesetzes mussten nach der Saison unter anderem die Harburger und Wilhelmsburger Vereine aus der Gauliga Niedersachsen in die Gauliga Nordmark und deren Unterbau wechseln. Dadurch wurde nach der ursprünglichen Aufstiegsrunde eine zusätzliche Runde ausgespielt, um die zwei vakanten Plätze zu besetzen.

## Abschlusstabelle
| Pl. | Verein                 | Sp. | S  | U | N  | Tore    | Quote | Punkte |
| --- | ---------------------- | --- | -- | - | -- | ------- | ----- | ------ |
| 1.  | SV Werder Bremen (M)   | 18  | 14 | 2 | 2  | 073:310 | 2,35  | 30:60  |
| 2.  | SV Arminia Hannover    | 18  | 13 | 0 | 5  | 042:290 | 1,45  | 26:10  |
| 3.  | Hannover 96            | 18  | 9  | 2 | 7  | 041:260 | 1,58  | 20:16  |
| 4.  | SV Algermissen         | 18  | 8  | 4 | 6  | 040:360 | 1,11  | 20:16  |
| 5.  | Borussia Harburg       | 18  | 7  | 4 | 7  | 033:320 | 1,03  | 18:18  |
| 6.  | Eintracht Braunschweig | 18  | 6  | 5 | 7  | 051:420 | 1,21  | 17:19  |
| 7.  | VfB Peine              | 18  | 6  | 4 | 8  | 033:360 | 0,92  | 16:20  |
| 8.  | Wilhelmsburg 09 (N)    | 18  | 6  | 4 | 8  | 033:370 | 0,89  | 16:20  |
| 9.  | Rasensport Harburg     | 18  | 8  | 0 | 10 | 033:420 | 0,79  | 16:20  |
| 10. | 1. SC Göttingen 05 (N) | 18  | 0  | 1 | 17 | 020:880 | 0,23  | 01:35  |

| (M) | Titelverteidiger               |
| (N) | Aufsteiger aus der Bezirksliga |

## Aufstiegsrunde
Zuerst wurde in den beiden Gruppen Nord und Süd die regulären zwei Aufsteiger zur kommenden Saison bestimmt. Nachdem klar war, dass die Vereine aus dem in diesem Jahr entstandenen Groß-Hamburg in der nächsten Saison in der Gauliga Nordmark spielen mussten, wovon Borussia Harburg, Wilhelmsburg 09 und Rasensport Harburg betroffen waren, wurde noch eine zweite Aufstiegsrunde ausgespielt. Bei dieser spielten die in der Aufstiegsrunde gescheiterten besten Vereine und der 1. SC Göttingen 05 als eigentlicher Absteiger aus der Gauliga um die beiden zur Verfügung stehenden Startplätze.

### Gruppe Nord
| Platz | Verein                                            | Spiele | Tore | Quote | Punkte |
| ----- | ------------------------------------------------- | ------ | ---- | ----- | ------ |
| 1.    | VfL Osnabrück (Bezirksmeister Bremen-Süd)         | 4      | 11:5 | 2,20  | 5:3    |
| 2.    | ASV Blumenthal (Bezirksmeister Bremen-Nord)       | 4      | 4:3  | 1,33  | 4:4    |
| 3.    | Lüneburger SK (Bezirks-Vizemeister Hannover-Nord) | 4      | 5:12 | 0,42  | 3:5    |

### Gruppe Süd
| Platz | Verein                                                  | Spiele | Tore  | Quote | Punkte |
| ----- | ------------------------------------------------------- | ------ | ----- | ----- | ------ |
| 1.    | Germania Wolfenbüttel (Bezirksmeister Braunschweig-Ost) | 6      | 18:6  | 3,00  | 9:3    |
| 2.    | SV Linden 07 (Bezirksmeister Hannover-Süd)              | 6      | 10:10 | 1,00  | 8:4    |
| 3.    | RSV Hildesheim (Bezirksmeister Braunschweig-West)       | 6      | 10:11 | 0,91  | 6:6    |
| 4.    | FC Brochthausen (Bezirksmeister Braunschweig-Süd)       | 6      | 4:15  | 0,27  | 1:11   |

### Zusätzliche Aufstiegsrunde
| Pl. | Verein             | Sp. | S | U | N | Tore    | Quote | Punkte |
| --- | ------------------ | --- | - | - | - | ------- | ----- | ------ |
| 1.  | ASV Blumenthal     | 3   | 3 | 0 | 0 | 012:500 | 2,40  | 06:0   |
| 2.  | SV Linden 07       | 3   | 1 | 1 | 1 | 009:500 | 1,80  | 03:30  |
| 3.  | 1. SC Göttingen 05 | 3   | 1 | 1 | 1 | 003:700 | 0,43  | 03:30  |
| 4.  | RSV Hildesheim     | 3   | 0 | 0 | 3 | 003:100 | 0,30  | 0:60   |